# Аролас, Хуан
Хуан Аролас (исп. Juan Arolas; 1805-1849) — испанский монах, педагог и поэт XIX века. 

## Биография
Хуан Аролас родился в городе Барселоне 20 июля 1805 года.
Ещё будучи ребёнком Хуан Аролас прибыл в город Валенсию, где в четырнадцатилетнем возрасте поступил в монашеский орден пиаристов (Орден бедных регулярных христианских школ во имя Божией Матери), который занимался воспитанием молодёжи . В 1821 году, в возрасте 16 лет, юноша постригся в монахи и, окончив курс философии и теологии, получил в 1825 году место учителя гимназии в своем монастыре, которое и занимал вплоть до 1842 году.
В конце XIX - начале XX века на страницах Энциклопедического словаря Брокгауза и Ефрона была дана следующая оценка творчества Хуана Ароласа:
«Даже юношеские произведения A., «Libro de amores», «Poesias pastoriles» и «Cartas amatorias», отличаются необыкновенною обработкою стиха и изяществом формы. Значительно выше стоят лирико-эпические творения поэта. К этому роду поэзии А. перешел позже. Его рыцарские и исторические романсы, особенно «Moriscos», его восточные стихотворения принадлежат к лучшим созданиям испанской поэзии в этом роде. В романтической поэме «La silfide del acueducto», содержание которой взято из местной легенды, поражает разнообразием метров. С большим искусством переведены им стихотворения и трагедия Шатобриана «Moises». Стихотворения А. «Poesias caballerescas у orientales» появились в 1840 и 1850 гг. в Валенсии и в 1842 г. один том «Poesias» в Барселоне. Эротические стихотворения поэта, в числе которых находится и переделка произведения Иоганна Секунда «Basia», были собраны в 1843 г. (3 т., Валенсия). Полное издание поэтических его произведений выходило несколько раз: в 1860 г. (3 тома, Валенсия) и в 1867 г. под названием «Poesias religiosas, caballerescas, amatorias y orientales» (3 т., Валенсия), также в 1879 г. под заглавием «Poesias del Padre Juan de A.»
В 1844 году он опасно заболел (у него развилось заболевание головного мозга), затем, на короткое время болезнь отступила, но вскоре снова наступил кризис и Аролас полностью потерял дееспособность; он мучался от эротического бреда и был помещен в закрытую палату, где и находился до самой кончины. Хуан Аролас скончался 25 ноября 1849 года в Валенсии.